# Pere Cartanyà Aleu
Pere Cartanyà Aleu (Reus, 1907 - 1994) va ser un avicultor i periodista català.
Interessat des de jove pels temes avícoles, va marxar cap al 1925 a l'estranger i va recórrer Anglaterra, França, Bèlgica i Alemanya per a estudiar i aprendre mètodes de criança i de reproducció. Tornat a Reus, va començar una tasca de divulgació de la criança de gallines. El 1949 va fundar la revista Reus avícola: folleto de divulgación que el 1952 va canviar el subtítol pel de "revista mensual" i el 1962 va passar a dir-se Reus Avícola y Agrícola. Va dirigir-la fins al 1986, any en què la revista va desaparèixer. Aquesta revista, a part d'articles sobre el tema relacionats amb la comarca, publicava traduccions de la revista francesa Bureau de nutrition animale, un clàssic de l'alimentació avícola. També el 1952 va presentar un treball "Repercusión de la avicultura en la economia comarcal" publicat al volum V Certamen 1952: Centro de lectura Reus: Tomo I. Va ser president del Club Natació Reus Ploms del 1959 al 1967, i membre de la Junta directiva de la Prensa Técnica, amb seu a Madrid. El 1986 el Centre d'Amics de Reus el va nomenar "El més amic de Reus".